# Narcissus × litigiosus
Narcissus × litigiosus là một loài thực vật có hoa lai ghép trong họ Amaryllidaceae. Loài này được Amo mô tả khoa học đầu tiên năm 1861.

## Hình ảnh

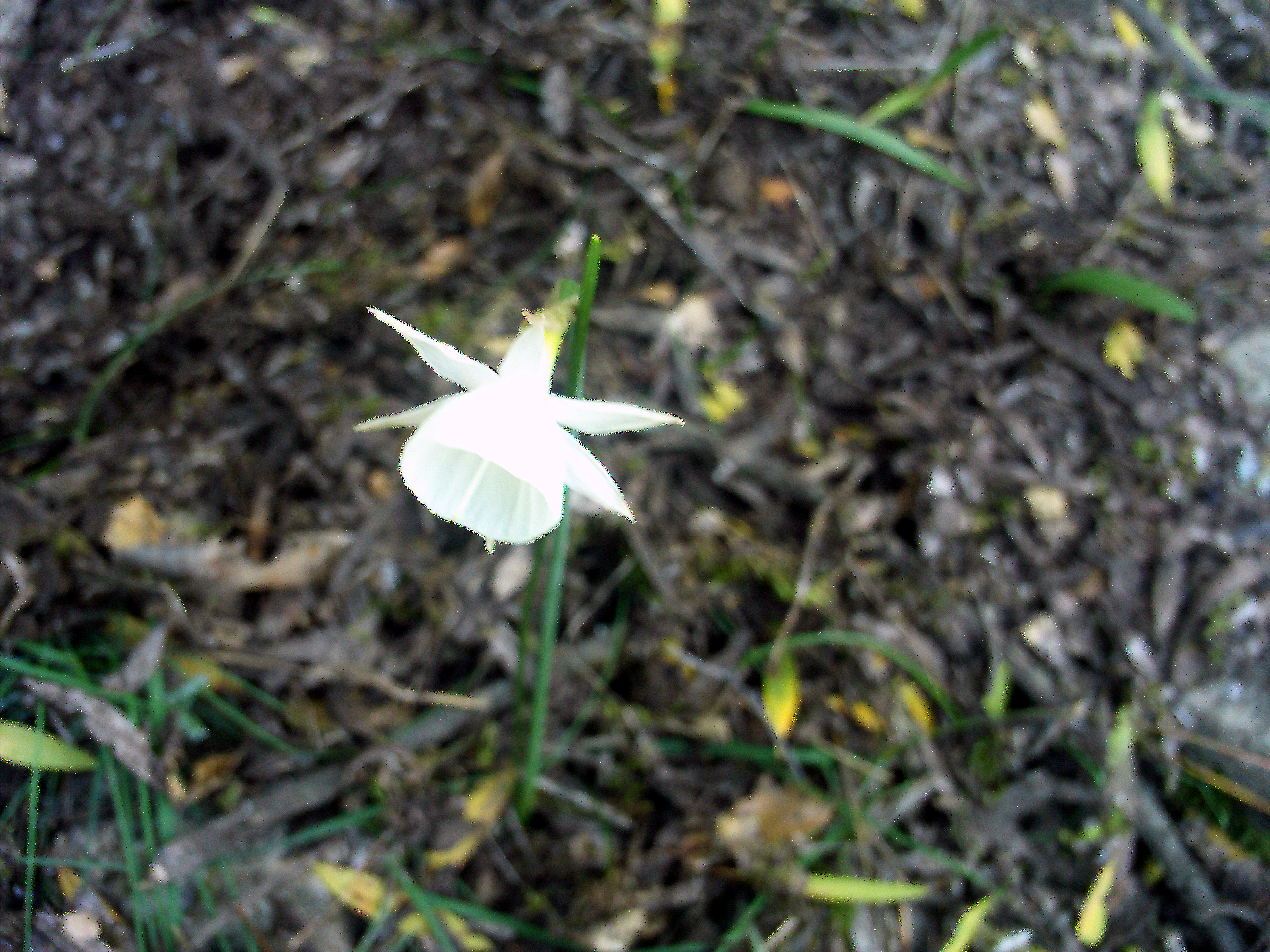
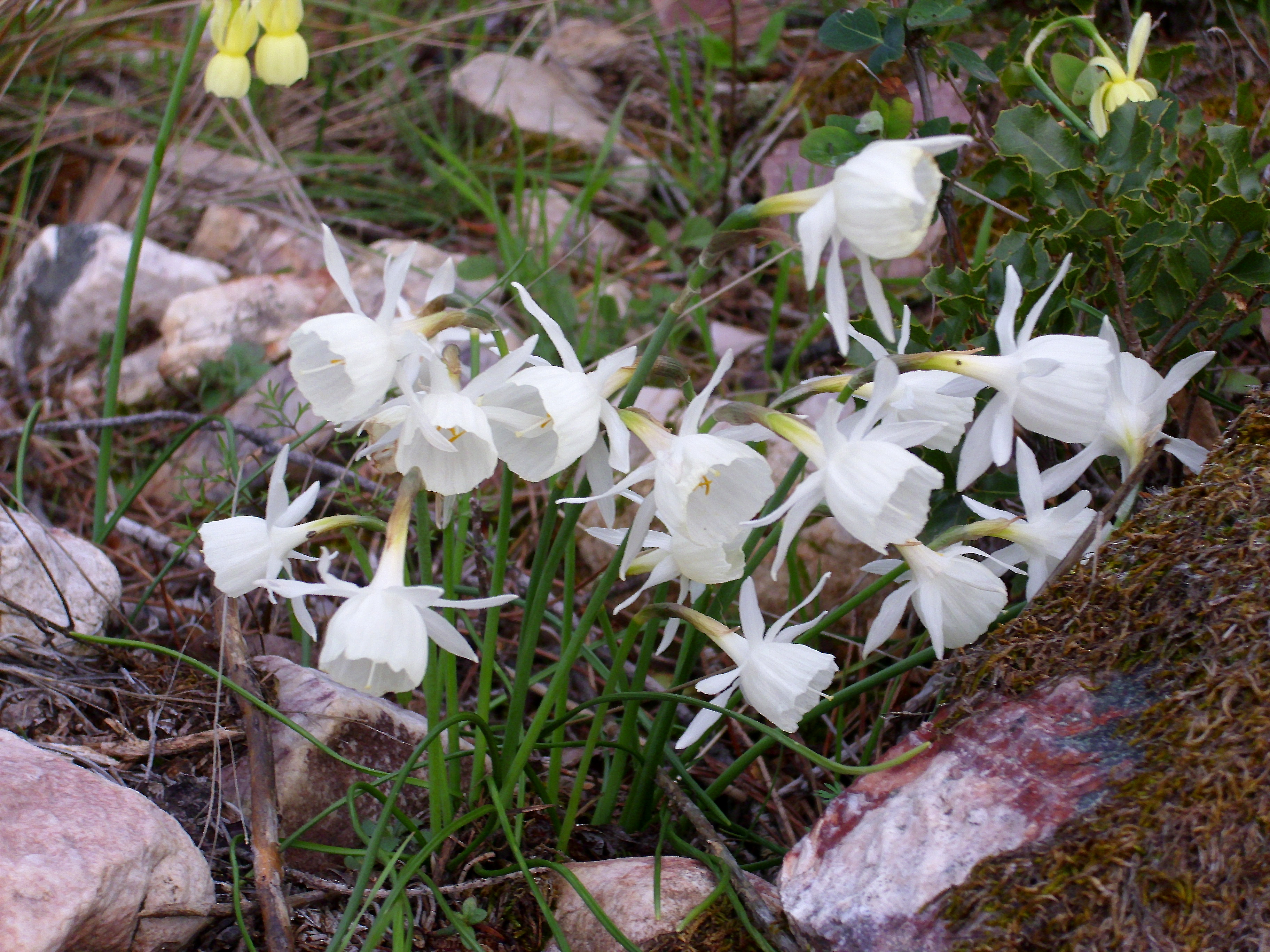